# Milionia flavostriga
Milionia flavostriga là một loài bướm đêm trong họ Geometridae.